# Yammoune
Yammoune é um lago, reserva natural, aldeia e município situado 27 quilómetros a noroeste de Balbeque, no distrito de Balbeque, província de Beca, no Líbano. A vila tem algumas centenas de habitantes.

## Templo antigo
Existem ruínas de um templo romano na vila, que estão aglomeradas em um agrupamento do templo do vale de Beca. Diz-se que é dedicado a Astarte ou a Vénus. Parte de duas paredes do cerco e das fundações do templo permanecem intactas. Inscrições, escritas em latim, foram encontradas no local do templo, também foram encontradas inscrições em grego antigo, contudo, é provável que seja de origem fenícia. Ernest Renan visitou o local e descobriu secções de um friso e partes de um frontão atribuídos ao templo. Uma casca de berbigão parcialmente quebrada com uma figura de uma deusa com braços esticados também foi encontrada recentemente durante o arado por um trator. O nome antigo de Yammoune permanece desconhecido, contudo alguns estudiosos sugeriram que era o local de um festival de Adonis.
O templo está situado em uma colina, a aproximadamente 300 metros da fonte principal na área, o Naba al-Arbain. Encontra-se ao lado do lago onde se considera que os adoradores antigos fizeram a peregrinação do templo em Afqa para purificar-se nas águas do templo. Michael Alouf encontrou uma estátua de Adonis no templo, carregando uma espiga de milho em uma mão e um cordeiro no outro. Ele armazenou a estátua em um museu que ele fundou nas ruínas de Balbeque. Alouf também encontrou uma estrada romana medindo 200 metros, localizada a 2 quilómetros sudeste do lago. Encontrou também um outro edifício quadrado que mede aproximadamente 12 metros quadrados ao lado desta estrada. O edifício foi construído de pedras grandes e uma inscrição grega antiga foi encontrada lá dentro. Considerou-a uma guarda antiga ou uma torre de vigia para a proteção dos viajantes. Ele sugeriu que os oráculos fossem consultados no templo em conexão com a rainha Zenobia que, a lenda conta, enviou oferendas à deusa, colocando-os no lago. Se as ofertas caíam ao chão do lago, então a deusa os tinha aceitado. Se as ofertas flutuavam, então elas haviam sido rejeitadas e deram um mau presságio a Palmyra e as terras vizinhas.